# نشان رسمی هنگ کنگ
نشان منطقه‌ای منطقه اداری ویژه هنگ کنگ جمهوری خلق چین در ۱ ژوئیه ۱۹۹۷، پس از واگذاری هنگ کنگ از بریتانیا به جمهوری خلق چین، به کار گرفته شد.
این پرچم از همان عناصر طراحی پرچم منطقه‌ای هنگ کنگ در یک محیط دایره‌ای بهره می‌برد. حلقه سفید بیرونی با عنوان نام رسمی این قلمرو به زبان چینی سنتی و شکل اختصاری انگلیسی آن، «هنگ کنگ» نشان داده شده است.

## تاریخچه

### نشان استعماری

نشان استعماری (۱۸۴۳–۱۹۵۹)

نشان استعماری از سال ۱۸۴۳ در نسخه‌های مختلف مورد استفاده قرار می‌گرفت تا اینکه در سال ۱۹۵۹ با نشان ملی اعطا شده جایگزین شد. در طول چندین بازنگری، ایده نشان همچنان باقی ماند. این نقاشی سه تاجر و انبوهی از بار را روی اسکله‌ای در سمت چپ، در پیش‌زمینه، به تصویر می‌کشید. در پس‌زمینه، یک کشتی با اسکلت مربعی شکل و یک کشتی باری چینی در بندر با پرچم سلسله چینگ که توسط تپه‌های مخروطی شکل پشتیبانی می‌شد، دیده می‌شد. در بالا، نشان سلطنتی بریتانیا قرار داشت.

### نشان‌های استعماری
این نشان‌ها از زمان اعطای آن در ۲۱ ژانویه ۱۹۵۹ در هنگ کنگ مستعمره مورد استفاده قرار می‌گرفتند و بعداً در ژوئیه همان سال روی پرچم استعماری به تصویب رسیدند. استفاده از این نشان توسط دولت هنگ کنگ در سال ۱۹۹۷ پایان یافت و نشان منطقه‌ای جایگزین آن شد. این نشان‌ها شامل دو زره سنتی چینی رو به روی هم و یک تاج دریایی طلایی بر سر یک رئیس سرخ‌پوستِ درگیر جنگ بود. نشان، یک شیر تاجدار بود که مرواریدی در دست داشت و حامیان آن، یک شیر تاجدار بریتانیایی و یک اژدهای چینی بودند. سپر و حامیان آن روی محفظه‌ای متشکل از یک جزیره قرار داشتند و طوماری با عبارت «هنگ کنگ» روی آن نقش بسته بود.
این دو کشتی جنگی نماد اهمیت تجارت به سبک شرقی در دریای اطراف مستعمره هستند. تاج دریایی نماد پیوند هنگ کنگ با نیروی دریایی و نیروی دریایی تجاری است و خط کنگره‌دار، دفاع کوتاه اما شجاعانه هنگ کنگ در برابر ژاپنی‌ها در طول جنگ جهانی دوم را تصدیق می‌کند.
در تاج، مرواریدی که توسط شیر نگه داشته شده است، نشان دهنده ماهیت کوچک اما گرانبهای مستعمره است. همچنین عبارت رمانتیک «مروارید شرق» را که به هنگ کنگ اشاره دارد، به یاد می‌آورد.
حامیان شیر و اژدها، ارتباطات بریتانیایی و چینی هنگ کنگ را نشان می‌دهند. این جزیره نماد آغاز مستعمره به عنوان یک جزیره است و جغرافیای دریایی و تپه‌ای هنگ کنگ را نشان می‌دهد.
شیر کوچکی که به تنهایی روی نشان ایستاده بود، پیش از معرفی طرح باوهینیا در آماده‌سازی برای واگذاری در سال ۱۹۹۷، در پشت سکه‌های هنگ کنگ نقش بسته بود.
این نشان استعماری توسط گروهی به نام جنبش خودمختاری هنگ کنگ به عنوان پرچم خود برای خودمختاری هنگ کنگ برگزیده شده است. این پرچم، نشان ملی قدیمی را در پس‌زمینه‌ای آبی نشان می‌دهد و نام چینی این سرزمین «香港» (به شکل معکوس) به سپر اضافه شده است.

### نمایش
در طول حکومت بریتانیا، این نشان توسط کاخ دولت، شورای قانون‌گذاری، اکثر دادگاه‌ها و دفاتر دولت مرکزی به نمایش گذاشته می‌شد. این تسلیحات همچنین توسط هواپیماهای سرویس پرواز دولتی مورد استفاده قرار می‌گرفتند.

## نشان فعلی
نشان مدرن در ۱ ژوئیه ۱۹۹۷، پس از انتقال حاکمیت هنگ کنگ از بریتانیا به جمهوری خلق چین، مورد استفاده قرار گرفت.

### توضیحات
نشان منطقه‌ای هنگ کنگ به شکل گرد است. این گل دارای یک لبه دایره‌ای قرمز، یک حلقه بیرونی با نوشته‌های حکاکی شده و یک حلقه داخلی قرمز با طرحی از یک گل بوهینیا (نوعی گل هندو) در حال تاب خوردن با پنج پرچم ستاره‌ای شکل است. طرح باوهینیا (نوعی گل هندی) در مرکز حلقه داخلی نشان، به رنگ سفید است. این گل از پنج گلبرگ تشکیل شده است که هر کدام دارای یک ستاره پنج پر قرمز و یک خامه قرمز هستند. گلبرگ‌ها به‌طور مساوی در اطراف نقطه مرکزی نماد در جهت عقربه‌های ساعت چیده شده‌اند. مرکز باوهینیا بر روی نقطه مرکزی نشان قرار دارد.
حلقه بیرونی که با خطوط مشخص شده است، بین لبه دایره‌ای قرمز و حلقه داخلی قرمز قرار دارد. کلمات و حروف، در یک زمینه سفید، به رنگ قرمز هستند. به‌طور مساوی در قسمت بالایی حلقه بیرونی، حروف سنتی چینی قرار دارند. 中華人民共和國香港特別行政區 (منطقه اداری ویژه هنگ کنگ، جمهوری خلق چین) در قالب استاندارد برای نشان منطقه‌ای. پایین هر حرف به سمت مرکز نماد منطقه‌ای اشاره دارد. کلمات انگلیسی «هنگ کنگ» در قالب استاندارد برای نشان منطقه‌ای، به‌طور مساوی در قسمت پایین‌تر حلقه بیرونی چیده شده‌اند.

### نمایش و استفاده
نمادهای منطقه‌ای در دفاتر دولت مرکزی نمایش داده می‌شوند. علاوه بر این، نشان منطقه‌ای در ادارات و ساختمان‌های اصلی دولتی مانند خانه دولت، شورای اجرایی، شورای قانون‌گذاری، دادگاه‌های حقوقی در سطوح مختلف، ادارات منطقه‌ای، تمام نقاط کنترل مرزی یا ایست‌های بازرسی در هنگ کنگ، فرودگاه بین‌المللی هنگ کنگ و دفاتر اقتصادی و تجاری هنگ کنگ در خارج از کشور نمایش داده می‌شود.
ماشین رسمی رئیس اجرایی هنگ کنگ نیز نشان هنگ کنگ را بر خود دارد. علاوه بر این، نشان هنگ کنگ در صفحه اول اسناد مهم دولتی، مانند اسناد مشورتی و آدرس سیاست هنگ کنگ، نمایش داده می‌شود.

## نگارخانه

نشان ملی هنگ کنگ (۱۹۵۹–۱۹۹۷)، که قبل از معرفی طرح باوهینیا در آماده‌سازی برای انتقال قدرت در سال ۱۹۹۷، در پشت سکه‌های هنگ کنگ نقش بسته بود.
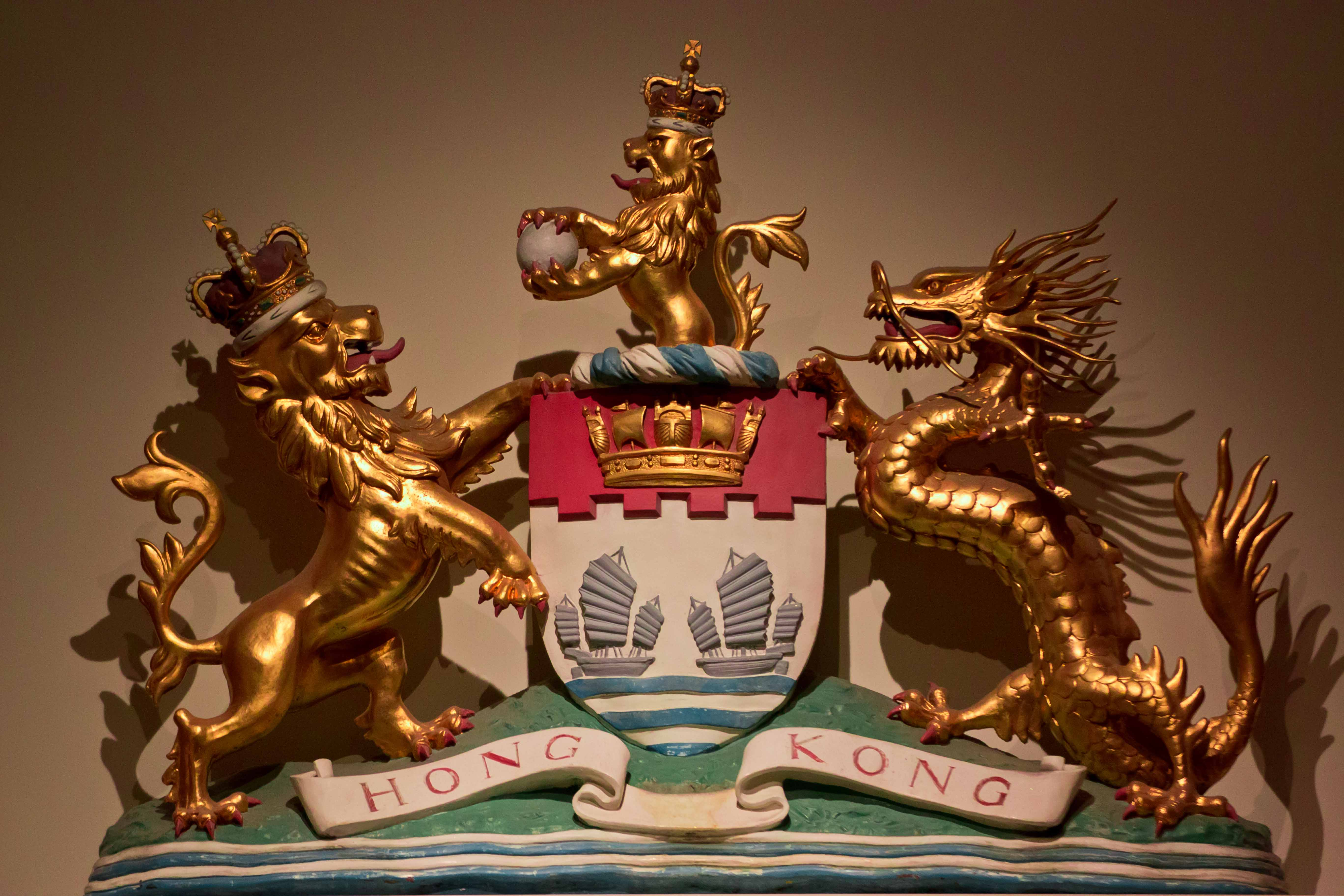
نسخهٔ تراشیده‌شده از نشان استعماری (۱۹۵۹–۱۹۹۷)
طرح اولیه نشان منطقه‌ای، که در سال ۱۹۹۰ توسط کنگره ملی خلق تصویب شد.
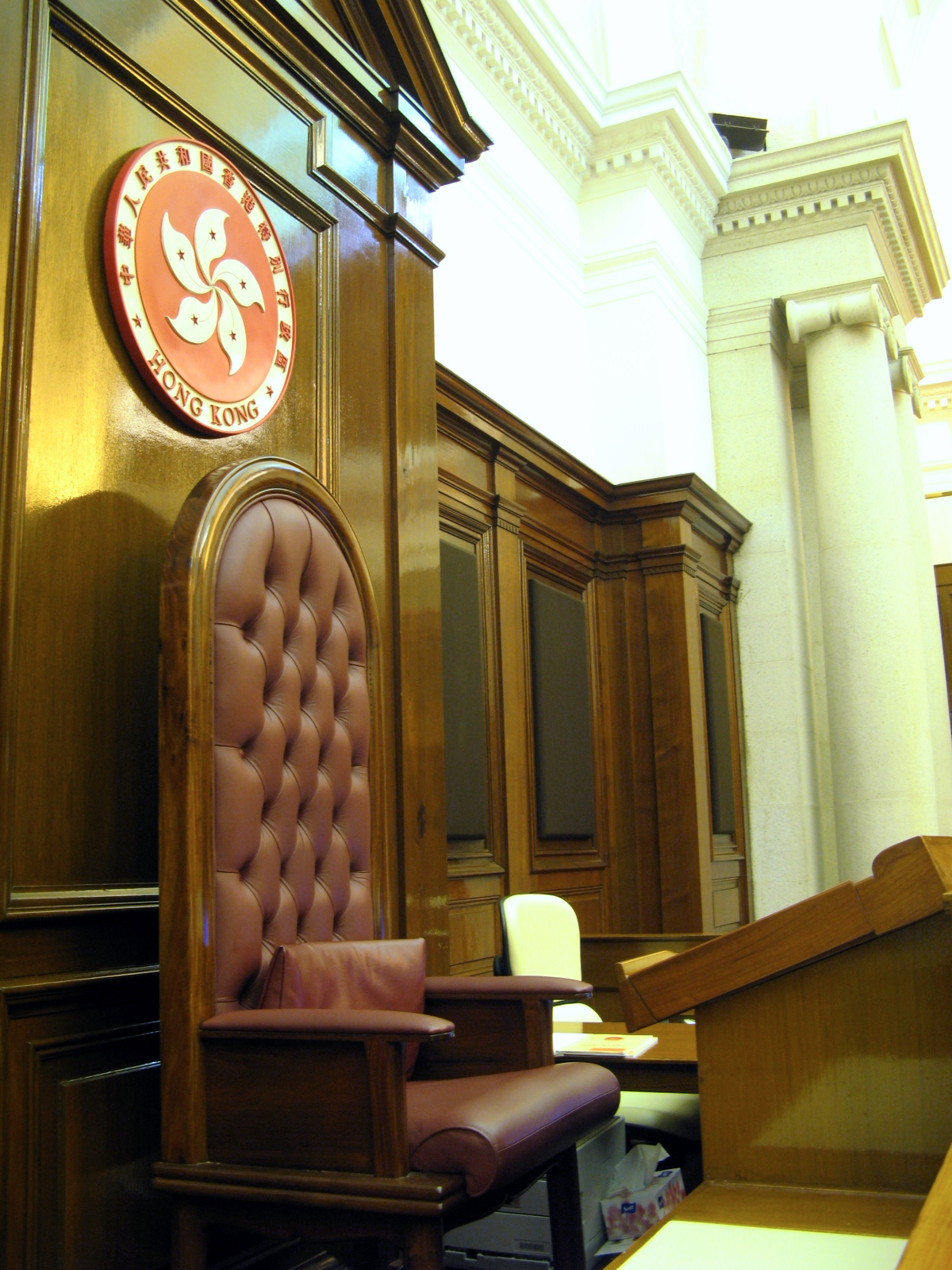
نشان فعلی (۱۹۹۷ تاکنون)، که پشت صندلی رئیس شورای قانون‌گذاری نشان داده شده است.